# Harpax
Harpax eller harpago (på koiné græsk: ]ἅρπαγα) var en romersk katapult-affyret entréhage opfundet af Marcus Vipsanius Agrippa til brug mod Sextus Pompejus i søslagene under Den Sicilianske Krig.
Harpaxen tillod et fjendtligt fartøj at blive harpuneret og derefter trukket nærmere med henblik på at kunne bordes. Det blev først indsat i Slaget ved Naulochus 36 f.Kr. Appian forklarer, "at enheden blev kaldt 'grebet', et stykke træ, fem cubit langt, ombundet med jern og med ringe i hver ende. Til en af disse ringe var selve hagen (en jernklo) fastgjort, og til den anden talrige reb, som ved hjælp af et spil trak den, efter at den var skudt af fra katapulten og havde ramt et af fjendens skibe.
Harpaxen havde den klare fordel i forhold til den traditionelle flåde-bordingsenhed, corvussen, at den var meget lettere. En corvus-landgangsbro vurderes til at have vejet et ton. Harpaxen kunne på grund af sin lette vægt kastes over lange afstande. Den blev affyret fra en ballist, som var den en tung dartpil. Desuden bestod harpaxen af jernbånd, der ikke kunne overskæres, og rebene kunne på grund af entrehagens længde heller ikke overskæres. Appian bemærker: "Da dette apparat aldrig havde været kendt før (red. denne krig), havde fjenden ikke forsynet sig med leer monterede på lange stænger til sit forsvar."
En opgørelse over det samlede antal tilskadekomne, giver et helhedsbillede af skydemaskinens effektivitet: Agrippas fjende Sextus mistede 180 ud af en samlet styrke på i alt 300 krigsskibe - herunder 28 ved vædring samt 155 ved tilfangetagelse og ved brand.